# صوار خلفي
الصوار الخلفي هو عبارة عن مادة بيضاء صوارية موجهة بشكل عرضي تربط نصفي الكرة المخية على طول خط الوسط وهو شريط مستدير من الألياف البيضاء التي تعبر الخط الأوسط على الجانب الظهري من النهاية المنقارية للمسال الدماغي. يلعب دوراً هاماً في منعكس الحدقة تجاه الضوء وفي النظام البصري بشكل عام، ولكن وظائفه لا تزال غير معروفة جيداً.